# Bob Welch
Robert Lawrence "Bob" Welch, Jr. (31. august 1946 – 7. juni 2012) var en amerikansk musiker. Han var guitarist i bandet Fleetwood Mac i årene 1971-1974.
Efterfølgende havde han en relativt succesfuld solokarriere i det sene 70'ere. Blandt hans hitsingler kan nævnes "Hot Love, Cold World", "Ebony Eyes", "Precious Love" og hans nok mest kendte "Sentimental Lady".
D. 7. juni 2012 begik han selvmord ved at skyde sig selv. Han efterlod et selvmordbrev.

## Diskografi

### Fleetwood Mac
- 1971 Future Games
- 1973 Bare Trees
- 1973 Penguin
- 1973 Mystery to Me
- 1974 Heroes Are Hard to Find
- 1992 25 Years – The Chain

### Paris
- 1976 Paris
- 1976 Big Towne, 2061

### Solo
- 1977 French Kiss
- 1979 Three Hearts
- 1979 The Other One
- 1980 Mann Overboard
- 1981 Bob Welch
- 1983 Eye Contact
- 1991 The Best of Bob Welch
- 1994 Greatest Hits
- 1999 Bob Welch Looks at Bop
- 2003 His Fleetwood Mac Years & Beyond
- 2004 Live at The Roxy
- 2006 His Fleetwood Mac Years and Beyond, Vol. 2